# Pik Lenin
Pik Lenin (russisk: Пик Ленина; Pik Lenina), oprindeligt kendt som Pik Kaufmann, er med sine 7.134 meter det højeste bjerg i Alajbjergene i den nordlige del af Pamir i Centralasien, på grænsen mellem Tadsjikistan og Kirgisistan. Dermed har Pik Lenin den næsthøjeste bjergtinde i Pamir (hhv. den fjerde- eller femtehøjeste, om man også regner Kongur og Muztagata med, som ligger i Folkerepublikken Kina, hvilket er et omstridt emne. Bjerget er opkaldt efter Vladimir Lenin.
Bjerget blev "opdaget" i 1871 af den russiske forsker Aleksej Fedtjenko, og blev opkaldt af den daværende russiske generalguvernør i Turkestan Konstantin von Kaufmann, og fik dermed navnet Pik Kaufmann (Kaufmanntinden). I 1928 navngav man atter bjerget, denne gang efter lederen af Oktoberrevolutionen, og bjerget kom dermed til at hedde Pik Lenin (Lenintinden). I selvsamme år blev bjerget også besteget for første gang af Karl Wien, Eugen Allwein og Erwin Schneider – alle medlemmer af en tysk-sovjetisk ekspedition under ledelse af Nikolaj Gorbunov og Nikolaj Krylenko.